# Habrostolodes
Habrostolodes là một chi bướm đêm thuộc họ Erebidae.